# Léon Foucault
Pour les articles homonymes, voir Foucault.
Jean Bernard Léon Foucault, né à Paris le 18 septembre 1819 et mort à Paris le 11 février 1868, est un physicien et astronome français.
Connu principalement pour son expérience démontrant la rotation de la Terre autour de son axe (pendule de Foucault), il détermine aussi la vitesse de la lumière et invente le gyroscope.

## Biographie

### Jeunesse
Fils d'un éditeur, Léon Foucault fait ses premières années d'études en grande partie à la maison (à Paris et à Nantes) et au collège Stanislas à Paris. Il entame ensuite des études de médecine, qu'il abandonne, pour se tourner vers la physique. Il s'intéresse tout d'abord aux expériences de Louis Daguerre sur la photographie. Pendant trois ans, il assiste Alfred Donné pour ses conférences sur l'anatomie microscopique.
Avec Hippolyte Fizeau, il mène une série d'expériences sur l'intensité de la lumière du Soleil, en la comparant à celle du carbone dans la lampe à arc, et à celle de la chaux dans la flamme du chalumeau oxyhydrique. Il s'intéresse également à l'interférence du rayonnement infrarouge, aux parcours des rayons lumineux et à la polarisation chromatique de la lumière.

### Maturité
Dans les années 1840, il contribue aux Comptes rendus, décrivant un régulateur électromagnétique pour les lampes à arc électrique et, en collaboration avec son ami Jules Regnauld, rédige un article sur la vision binoculaire.
En reprenant l'expérience abandonnée par François Arago en 1843 pour cause de cécité, il démontre en 1850, grâce à un miroir tournant de Sir Charles Wheatstone pour mesurer la vitesse des courants électriques combiné à un dispositif de miroirs concaves, que la lumière se propage plus rapidement dans l'air que dans l'eau, invalidant ainsi la théorie corpusculaire au profit de la théorie ondulatoire de la lumière, jusqu'à ce que la dualité onde-particule unifie ces concepts dans le cadre de la physique quantique. Il établit que la vitesse de la lumière varie inversement à l'indice de réfraction du milieu où elle se propage (voir l'appareillage de Fizeau-Foucault). Il obtient un titre de docteur à la faculté des sciences de Paris avec une thèse intitulée Sur les vitesses de la lumière dans l'air et dans l'eau (parue en 1853).
En 1851, il vérifie et rend manifeste la rotation quotidienne de la terre en utilisant la rotation libre du plan d'oscillation d'un  pendule long de 67 mètres, possédant une boule pesant 28 kilos et mesurant 18 centimètres de diamètre, suspendu au Panthéon de Paris. L'expérience y est reconstituée en 1995. Pour cette démonstration, ainsi que pour l'invention du gyroscope, il reçoit en 1855 la médaille Copley de la Royal Society de Londres. Il devient la même année assistant en physique à l'Observatoire impérial de Paris.
En septembre de la même année, il découvre que la force nécessaire à la rotation d'un disque de cuivre augmente quand il doit tourner avec sa jante entre les pôles d'un aimant, le disque chauffant dans le même temps du fait des « courants de Foucault » induits dans le métal.
En 1854, chargé de comparer le pouvoir éclairant de deux types de gaz d'éclairage, il invente le photomètre à compartiments.
Foucault invente en 1857 le polariseur qui porte son nom et l'année suivante, il conçoit une méthode pour donner aux miroirs des télescopes réfléchissants la forme d'un sphéroïde ou d'un paraboloïde de révolution.
En 1855 il est nommé physicien de l'Observatoire de Paris. Il y développe les télescopes à miroir de verre argenté à partir de 1858.
Après avoir doté le miroir de son dispositif de laboratoire de 1850 d'une turbine à air comprimé et multiplié les miroirs de réflexion, il établit en 1862 la vitesse de la lumière à 298 000 km/s ±500 km/s, soit 10 000 km/s de moins que la première mesure directe effectuée en 1849 par Hippolyte Fizeau à l'aide d'un dispositif à roue dentée projetant un faisceau lumineux de Suresnes à Montmartre, et à 0,6 % de marge de la valeur qui est prise désormais comme référence (299 792 458 m/s). De 1878 à 1926, en améliorant le dispositif à miroir tournant, Albert Michelson obtient 299 796 km/s ±4 km/s.

### Dernières années

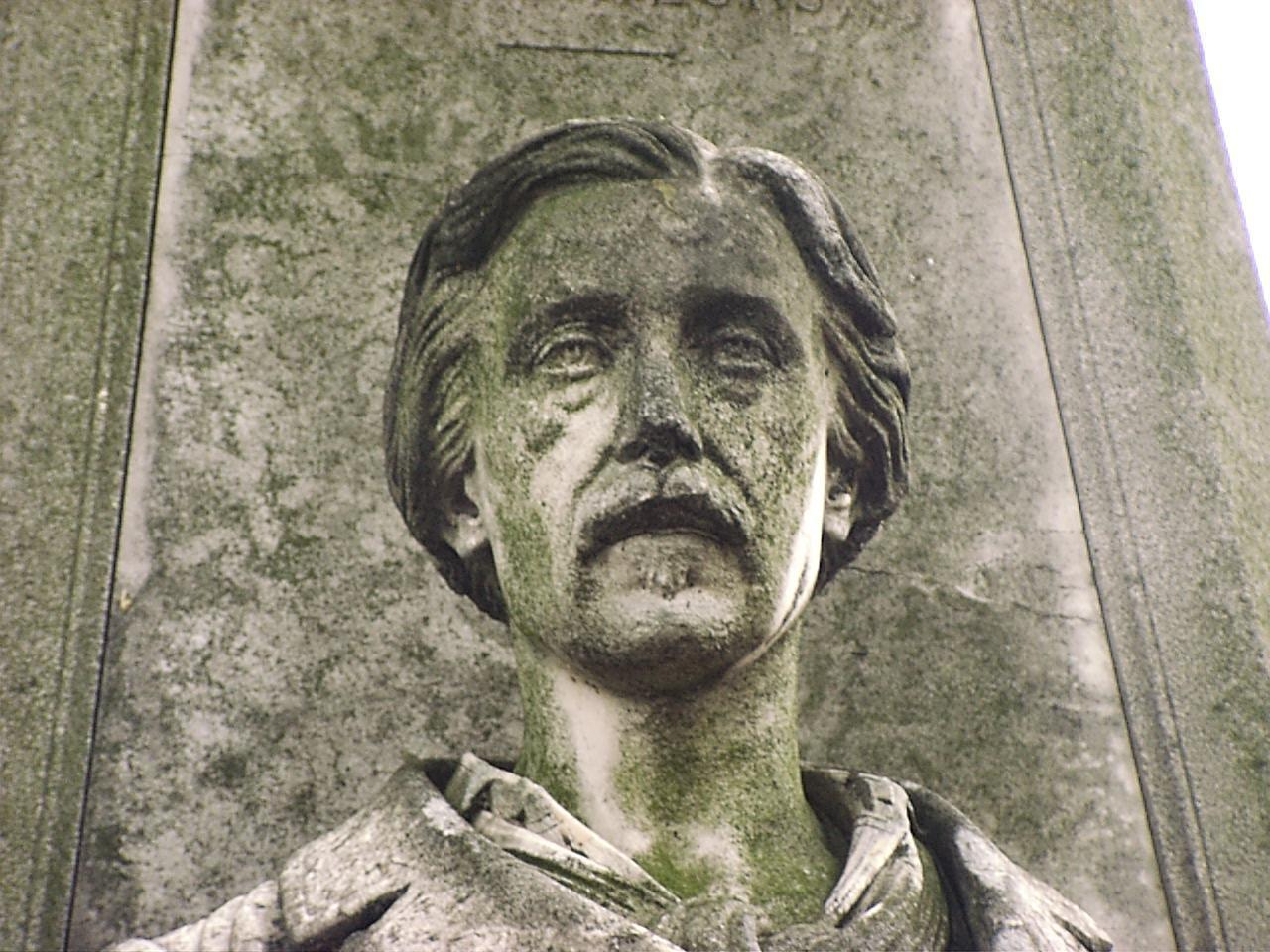
Tombe au cimetière de Montmartre.

Il est nommé en 1862 membre du Bureau des longitudes et fait officier de la Légion d'honneur. En 1864, il est reçu comme membre étranger à la Royal Society de Londres et, l'année suivante, il entre dans la section de mécanique de l'Académie des sciences.
Il publie en 1865 un article sur le régulateur de James Watt, dont il a essayé de rendre la période de révolution constante, et sur un nouvel appareil de régulation de la lumière électrique.
L'année suivante, il montre comment, en déposant une fine couche transparente d'argent du côté externe du verre d'un télescope, on peut regarder le soleil sans danger pour l'œil. À partir de 1845, il est rédacteur en chef de la section scientifique du Journal des débats. Ses articles majeurs peuvent être trouvés dans les Comptes rendus (1847-1869).
Léon Foucault meurt célibataire, en sa demeure rue d'Assas, no 34, vraisemblablement d’une forme rapidement progressive de sclérose en plaques. Il est inhumé au cimetière de Montmartre.

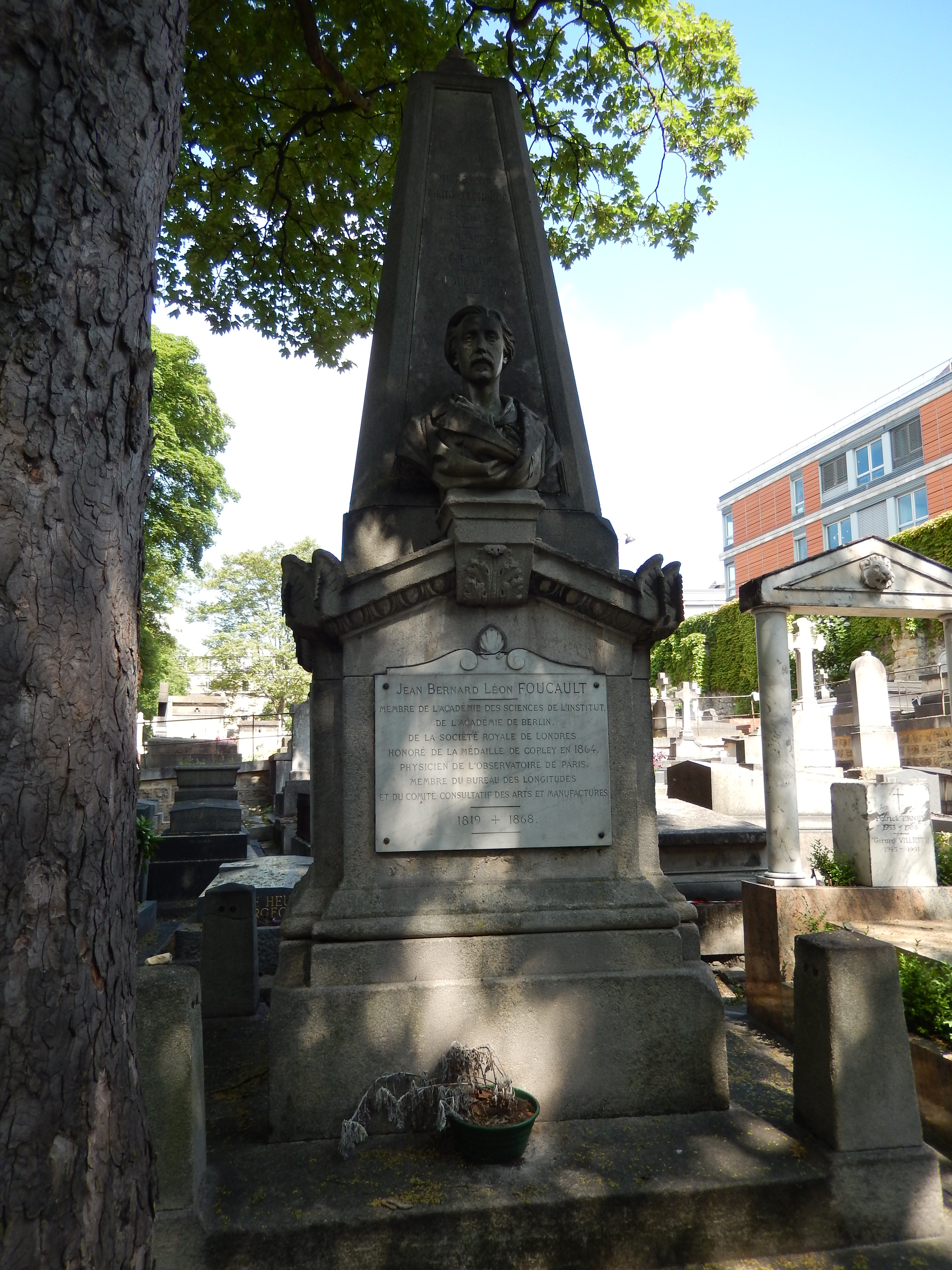
Tombe de Léon Foucault (cimetière de Montmartre, division 7).

## Hommages
- Son nom est inscrit sur la Tour Eiffel.
- L'astéroïde (5668) Foucault et le cratère lunaire Foucault ont été nommés en son honneur.
- Le moteur de recherche Google lui a consacré un doodle le 18 septembre 2013 en l'honneur de son 194e anniversaire[4].
- Le 14 septembre 2015, une copie de son pendule a réintégré la coupole du Panthéon[5].
- Un timbre à son effigie a été émis en France en 1958[6].

## Œuvres et publications

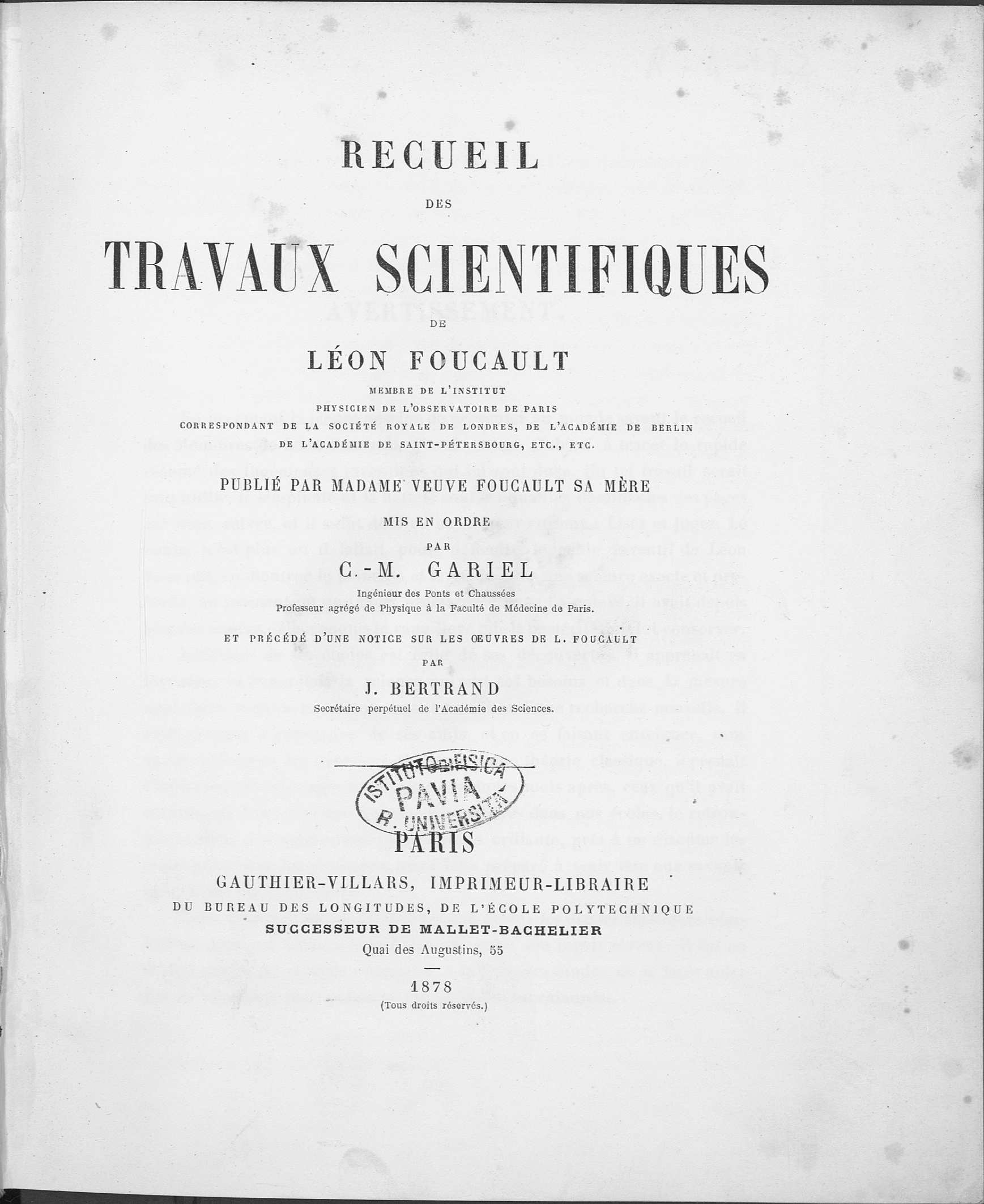
Recueil des travaux scientifiques de Léon Foucault, 1878

- 1844-1845 : Cours de microscopie complémentaire des études médicales. Anatomie microscopique et physiologie des fluides de l'économie, J.-B. Baillière (Paris), In-8 : II-551 p. et atlas in-fol. Texte intégral
- 1853 : Sur les vitesses relatives de la lumière dans l'air et dans l'eau, [Thèse de physique présentée à la Faculté des sciences de Paris], Bachelier (Paris), 1853 - 35 p., Texte intégral.
- 1859 : «Mémoire sur la construction des télescopes en verre argenté», in: Annales de l'Observatoire imperial de Paris , t. 5., Mallet-Bachelier (Paris), 1859, p. 197-237, Texte intégral.
- 1863 : Notice sur les travaux de M. Léon Foucault, Mallet-Bachelier (Paris), In-4 ° : 37 p. – L'ouvrage est consultable sur la bibliothèque numérique du SICD des universités de Strasbourg Texte intégral.
- 1878 : Recueil des travaux scientifiques de Léon Foucault, Gauthier-Villars (Paris), 2 vol. in-4 ̊.[numérisé par la Bibliothèque universitaire Pierre et Marie Curie (BUPMC)]
- 1913 : Mesure de la vitesse de la lumière. Étude optique des surfaces. Mémoires de Léon Foucault, A. Colin (Paris), collection Les Classiques de la science, In-16 : XI-123 p. [numérisé par la Bibliothèque universitaire Pierre et Marie Curie (BUPMC)]– réédité en 1922.
- 2001 : (rééd.) : Recueil des travaux scientifiques de Léon Foucault, Librairie scientifique et technique (Paris) : xxviii + 592 + 18 p. et 19 p. de pl. (Fac-sim. de l'éd. de, Paris : Gauthier-Villars, 1878),  (ISBN 2-85367-214-X)

### Sources archivistiques
Les Archives nationales de France conservent sous la cote MC/ET/XXIX/1521, dossier 46, une petite centaine de brevets d'invention avec leurs pièces justificatives : des mémoires descriptifs (dont un pour appuyer une demande de brevet Talbot-Porter dans le perfectionnement des régulateurs à force centrifuge pour machine à vapeur ou autres moteurs), des croquis et des dessins, des modes de réalisation, notamment sur la régulation du mouvement des machines ou sur un héliostat de grande dimension applicable aux observations astronomiques et aux opérations photographiques de redressement, sur sa théorie et sa description du modérateur isochrome à force centrifuge, etc. 
Ces documents sont librement consultables.